# إلينا ميزونو
إلينا ميزونو (باليابانية: 水野絵梨奈؛ بالكانا: みずの えりな) هي مغنية وممثلة يابانية، ولدت في 8 فبراير 1993 في طوكيو في اليابان.

## وصلات خارجية
- إلينا ميزونو على موقع IMDb (الإنجليزية)
- إلينا ميزونو على موقع ميوزك برينز (الإنجليزية)
- إلينا ميزونو على موقع قاعدة بيانات الفيلم (الإنجليزية)